# Бальное платье
«Бальное платье» (бел. Бальная сукенка) — художественный фильм.

## Сюжет
Девочка Вика с больной матерью живут в своей квартире, на которую претендует сестра матери — Клавдия. Однажды к Вике и её матери переезжает Мила, дочь Клавдии, которая пытается устанавливать в доме свои порядки. Вика тихо, но упорно борется против новых порядков. На вечеринке, устроенной Милой, появляется мальчик, который становится верным другом Вики.

## В ролях
| Актёр | Роль             |
| --- | ---------------- |
| Лена Борушко | Вика             |
| Коля Раевский | Митя             |
| Виолетта Нестерович | Мила             |
| Татьяна Бовкалова | Софья Ивановна   |
| Марина Могилевская | Клавдия Ивановна |
| Анастасия Немоляева | Нина Викторовна  |
| Коля Лавренюк | Орлов            |
| Оля Лупач | Лиля             |
| Люба Журомская | Таня             |
| Игорь Ленёв | Холомин          |
| Александр Кашперов | Фомич            |
| Виктор Васильев | Константин       |
| Александр Тимошкин | Следователь      |
| Е. Белоусов, Светлана Боровская, Татьяна Ворозова, А.Гетов, Е. Денисевич, С. Иванов, Евгений Ивкович, Дмитрий Казакевич, Павел Константинов, Никита Матусевич, К. Осипчик, Тамара Скворцова, Алексей Турович | Эпизод           |

## Съёмочная группа
| Автор сценария                    | Фёдор Конев                                                                  |
| Режиссёр-постановщик              | Маргарита Касымова, Ирина Волох                                              |
| Композитор                        | Евгений Крылатов                                                             |
| Оператор-постановщик              | Александр Абадовский                                                         |
| Художник-постановщик              | Игорь Топилин                                                                |
| Звукооператор                     | Сергей Синявский                                                             |
| Художник по костюмам              | Алла Грибова                                                                 |
| Художник-гримёр                   | Александр Журба                                                              |
| Монтажёр                          | Валентина Ивановская                                                         |
| Режиссёр                          | Владимир Иванов                                                              |
| Оператор                          | Олег Алексеев, Владимир Логвинович                                           |
| Оператор комбинированных съёмок   | Валентин Швецов                                                              |
| Художник комбинированных съёмок   | Наталья Комышан                                                              |
| Редактор                          | Вячеслав Ивановский                                                          |
| Режиссёрская группа               | В. Макарова, А. Пыко, Е. Белова                                              |
| Операторская группа               | О. Черников, Л. Ривин                                                        |
| Ассистент художника по декорациям | В. Шафранский                                                                |
| Ассистент художникапо костюмам    | А. Кучук                                                                     |
| Ассистент по монтажу              | М. Корзун, Т. Колосовская                                                    |
| Реквизитор                        | Н. Кравцова                                                                  |
| Костюмер                          | А. Кучук                                                                     |
| Мастер по свету                   | А. Ермолаев                                                                  |
| Светотехник                       | В. Степанов, Ю. Овчинников, В. Клименков, И. Кузин                           |
| Художник-фотограф                 | С. Милешкин                                                                  |
| Цветоустановщик                   | Т. Алексеева                                                                 |
| Транспортное обеспечение          | А. Гончарик, В. Бородзе, П. Мотин, В. Гомон, В. Попко, Н. Мурашко, В. Король |
| Административная группа           | А. Цеслюк, Л. Николаёнок, В. Мельников                                       |
| Директор                          | Леонид Осененко                                                              |

## Награды и премии
- Гран-при пятом кинофестивале детских и юношеских фильмов «Лістападзік», Минске, 2003 г.[1]